# Estación de Manzaneque
Manzaneque fue una estación de ferrocarril situada en el municipio español de Manzaneque, en la provincia de Toledo. Perteneció a la línea Madrid-Ciudad Real, estando operativa entre 1879 y 1988.

## Historia
La estación fue levantada originalmente como parte de la línea Madrid-Ciudad Real. Este trazado fue construido por la Compañía de los Caminos de Hierro de Ciudad Real a Badajoz (CRB) e inaugurado en 1879, si bien un año después pasaría a manos de la compañía MZA. El complejo ferroviario contaba con un edificio de viajeros y un muelle-almacén de mercancías. En 1941, con la nacionalización de los ferrocarriles de ancho ibérico, las instalaciones pasaron a manos de RENFE. En 1969 la estación fue reclasificada como un apeadero sin personal adscrito. En enero de 1988 se clausuraron las instalaciones y la mayor parte de la línea Madrid-Ciudad Real debido a la construcción del Nuevo Acceso Ferroviario a Andalucía.
La vía fue levantada y las instalaciones de Manzaneque fueron derribadas en su totalidad, no conservándose en la actualidad.